# Haus Freitag

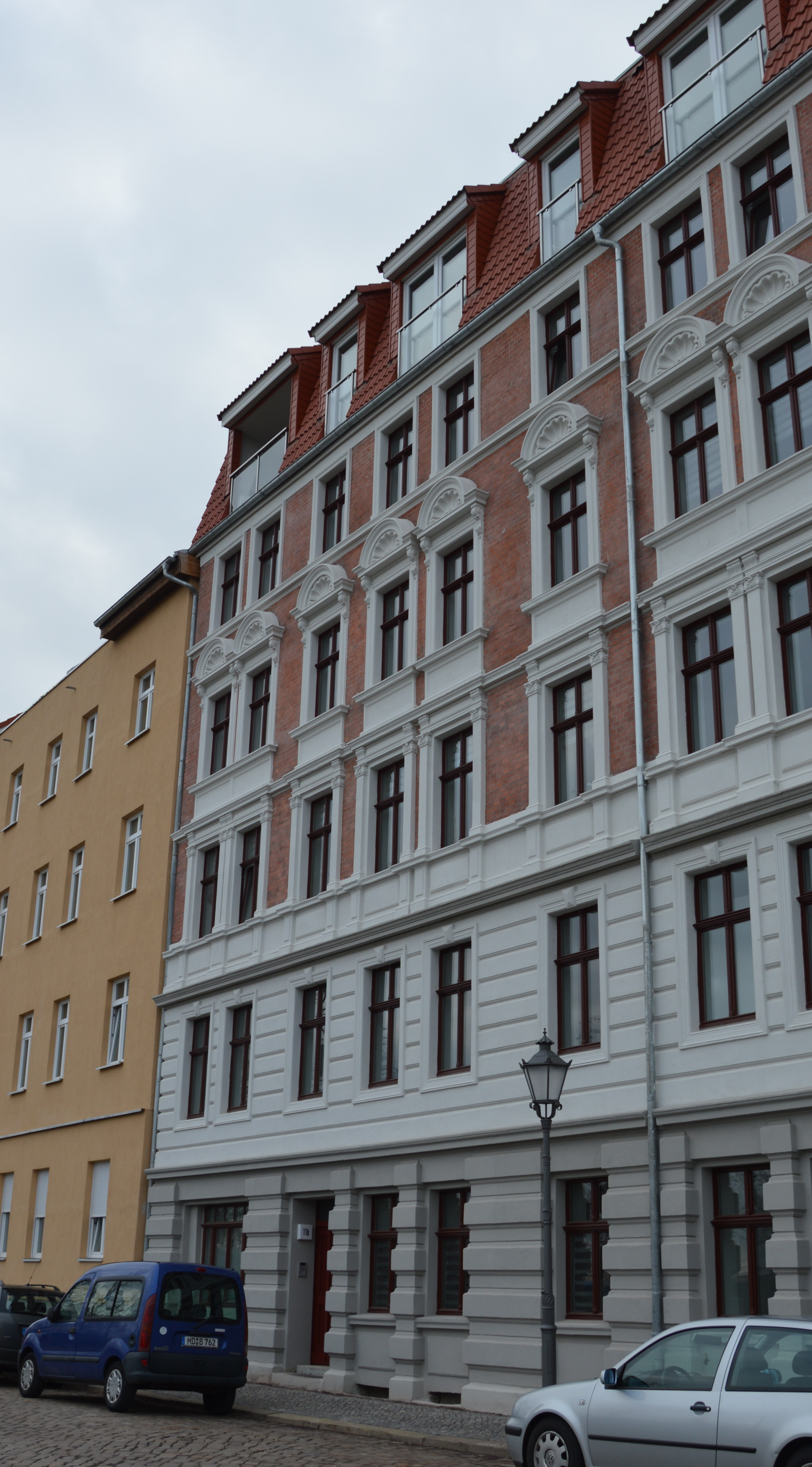
Haus Freitag, 2018

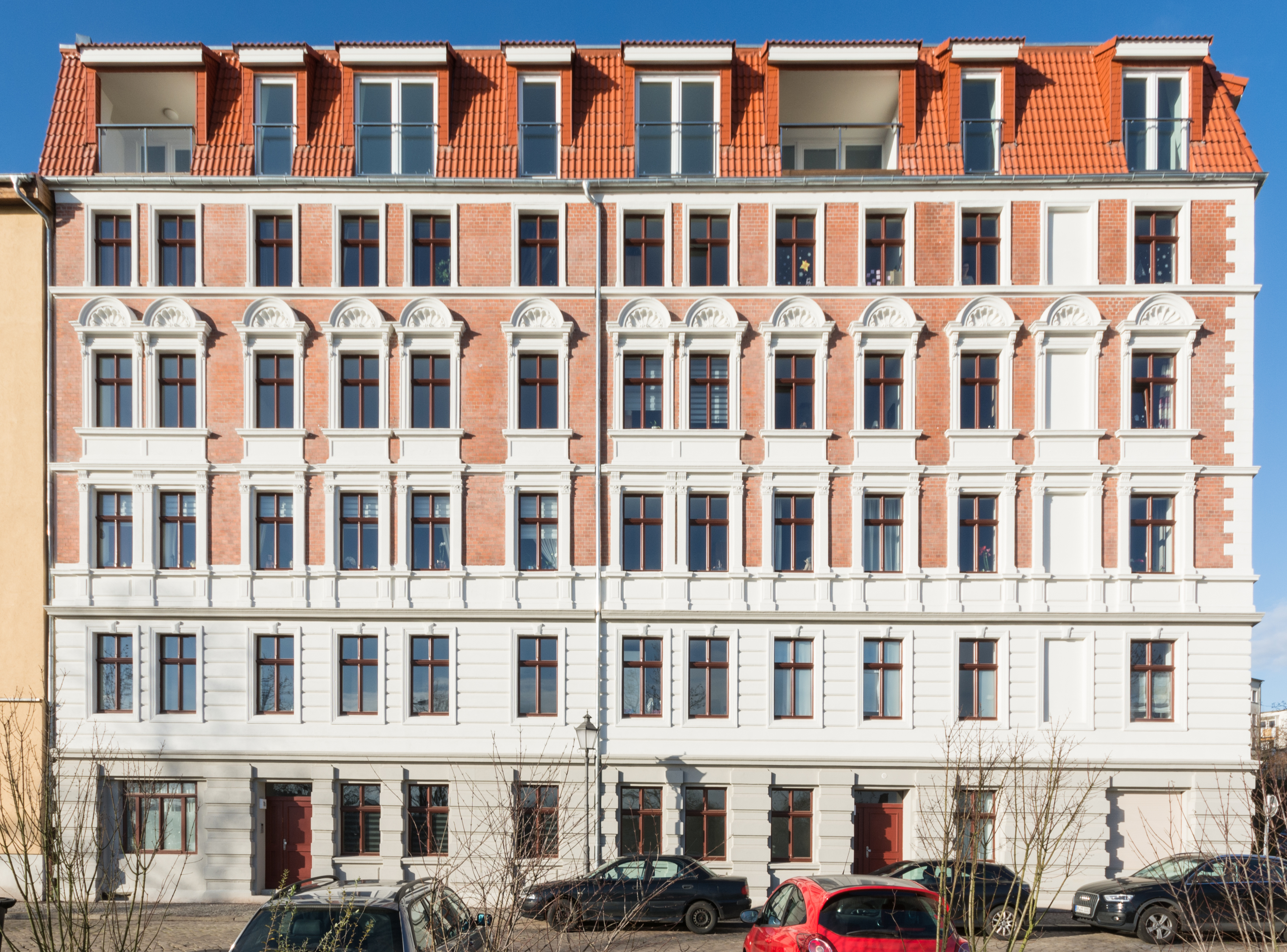
Blick von Osten; 11b ist links

Das Haus Freitag ist ein denkmalgeschütztes Wohnhaus in Magdeburg in Sachsen-Anhalt.

## Lage
Das Gebäude befindet sich nahe am nördlichen Ende der Straße Altes Fischerufer auf deren Westseite, hat jedoch die Adresse Faßlochsberg 11b und gehört so zur etwas weiter nördlich von Westen einmündenden Straße Faßlochsberg, obwohl der Zugang von Osten über das Alte Fischerufer erfolgt. Unmittelbar nördlich grenzt das gleichfalls denkmalgeschützte Haus Zum Fuchsloch (Faßlochsberg 11, 11a) an. Aufgrund der ähnlichen Baugeschichte wird dieses Nachbarhaus zum Teil auch als Haus Freitag bezeichnet.

## Architektur und Geschichte

### Vorgängerbebauung
Ursprünglich gehörte das Grundstück als Nummer 45 zum Alten Fischerufer. Das ehemalige Grundstück Altes Fischerufer 45 war noch bis in die Mitte des 18. Jahrhunderts mit zwei Häusern bebaut. Die heutige 11b umfasste in etwa das südliche der beiden Gebäude. Das auf dem Südteil stehende Haus gehörte 1651 bis 1653 Andreas Bröseke (auch Brüsecke). 1871 brach hier und in den benachbarten Häusern Altes Fischerufer 46 bis 48, aufgrund besonders schlechter hygienischer Bedingungen, die Cholera aus. Auf behördliche Anordnung mussten die Gebäude daraufhin abgerissen werden. Die Nummer 45 kam noch 1871 mit zur Nummer 11, dem Haus Zum Fuchsloch.

### Heutige Bebauung
Die Neubebauung des Komplexes erfolgte Ende des 19. Jahrhunderts durch den Bauunternehmer Louis Freitag, von dem auch der Entwurf stammte und auf den der Name zurückgeht. Es entstand ein fünfgeschossiges Gebäude im Stil der Neorenaissance. Die sechsachsige Fassade des aus Ziegeln errichteten Gebäudes ist repräsentativ gestaltet und mit einem Mansarddach bedeckt. Die Hausnummer 11b schließt sich dabei als südlicher Flügel in gleicher Gestaltung an den von der Nummer 11a gebildeten Eckbau an.
Im Denkmalverzeichnis des Landes Sachsen-Anhalt ist das Wohnhaus unter der Erfassungsnummer 094 16746 als Baudenkmal verzeichnet.
Das Gebäude gilt als stadtbaugeschichtlich bedeutend, da es ein Relikt der historischen Vorkriegsbebauung des nördlichen Teils der Magdeburger Altstadt darstellt. Zugleich ist es stadtbildprägend als markanter Teil der Bebauung des Elbufers und gilt als maßstabprägend für die Sichtbeziehungen zur in der Nähe gelegenen Wallonerkirche und Sankt-Petri-Kirche.